# Adolf Wessely
Adolf Wessely (* 10. Dezember 1931 in Auspitz, Tschechoslowakei; † 11. Dezember 2012) war ein österreichischer Schauspieler.

## Wirken
Nach seinem Abschluss an der Schauspielschule Krauss in Wien debütierte er 1956 am Landestheater Innsbruck, wo er bis 1958 auch im Engagement blieb. In der Spielzeit 1958/59 war er am Theater St. Gallen verpflichtet. Weitere Bühnenstationen Wesselys waren das Theater Basel (1965–1968), das Schauspielhaus Graz (1968–1974), das Staatstheater Braunschweig (1974–1978) und das Landestheater Linz (1978–1982). Ab 1983 trat er an verschiedenen Theatern in Wien auf.
In der Spielzeit 1989/90 übernahm er am Stadttheater Baden den „mürrischen“ Oberst in der Operettenuraufführung Bad’ner Madln (mit Musik von Karl Komzák) von Hans Fretzer und Norbert Pawlicki. 1990 gastierte er beim „Operettensommer Baden“ als Majordomus Gonzala in der Operette in Maske in Blau.

## Filmografie
- 1960: Wegen Verführung Minderjähriger
- 1985: Tatort: Des Glückes Rohstoff
- 1986: Tatort: Alleingang
- 1986: 38 – Auch das war Wien
- 1989: Tatort: Blinde Angst
- 1990: Tatort: Seven Eleven
- 1992: Vier Frauen sind einfach zuviel
- 1992: Kaisermühlen Blues

## Hörspiele (Auswahl)
- 1958: Walter Schlorhaufer: Engelsplatz – Regie: Axel Corti (Hörspiel – ORF Tirol)
- 1968: Ivo Hirschler: Geheimakt ADM 20 C auf der Kinderspielwiese (8 Folgen) (Arzt) – Regie: Robert Casapiccola (Original-Hörspiel, Kriminalhörspiel – ORF Steiermark)
- 1969: Andreas Okopenko: Johanna (Mann der Bodenstation) – Regie: Heinz Hostnig (Originalhörspiel – SR/ORF Steiermark)
- 1969: Wolfgang Altendorf: Frau Kröner fährt Taxi (Schwiegersohn Frau Kröners) – Regie: Robert Casapiccola (Hörspiel – ORF Steiermark)
- 1969: Kurt Heynicke Die Partei der Anständigen (Buchhändler Stich) – Regie: Robert Casapiccola (Originalhörspiel – ORF Steiermark)
- 1970: Graham Greene: Wochenende in der Botschaft (Dr. Fenton) – Regie: Robert Casapiccola (Hörspielbearbeitung – ORF Steiermark)
- 1970: Ivo Hirschler: Trost und tausend Worte (Erster Jäger) – Regie: Robert Casapiccola (Hörspiel – ORF Steiermark)
- 1971: Fred von Hoerschelmann: Die Blaue Küste (ein Reisender) – Regie: Robert Casapiccola (Originalhörspiel – ORF Steiermark)
- 1980: Thomas Mann: Wie Joseph verkauft ward – Regie: Ferry Bauer (Hörspielbearbeitung – ORF Oberösterreich)
- 1987: Georg Kövary: Werdet Ihr denn nie erwachsen – Regie: Georg Kövary (Originalhörspiel – ORF Wien)

Quelle: Ö1-Hörspieldatenbank